# Victor Schultze

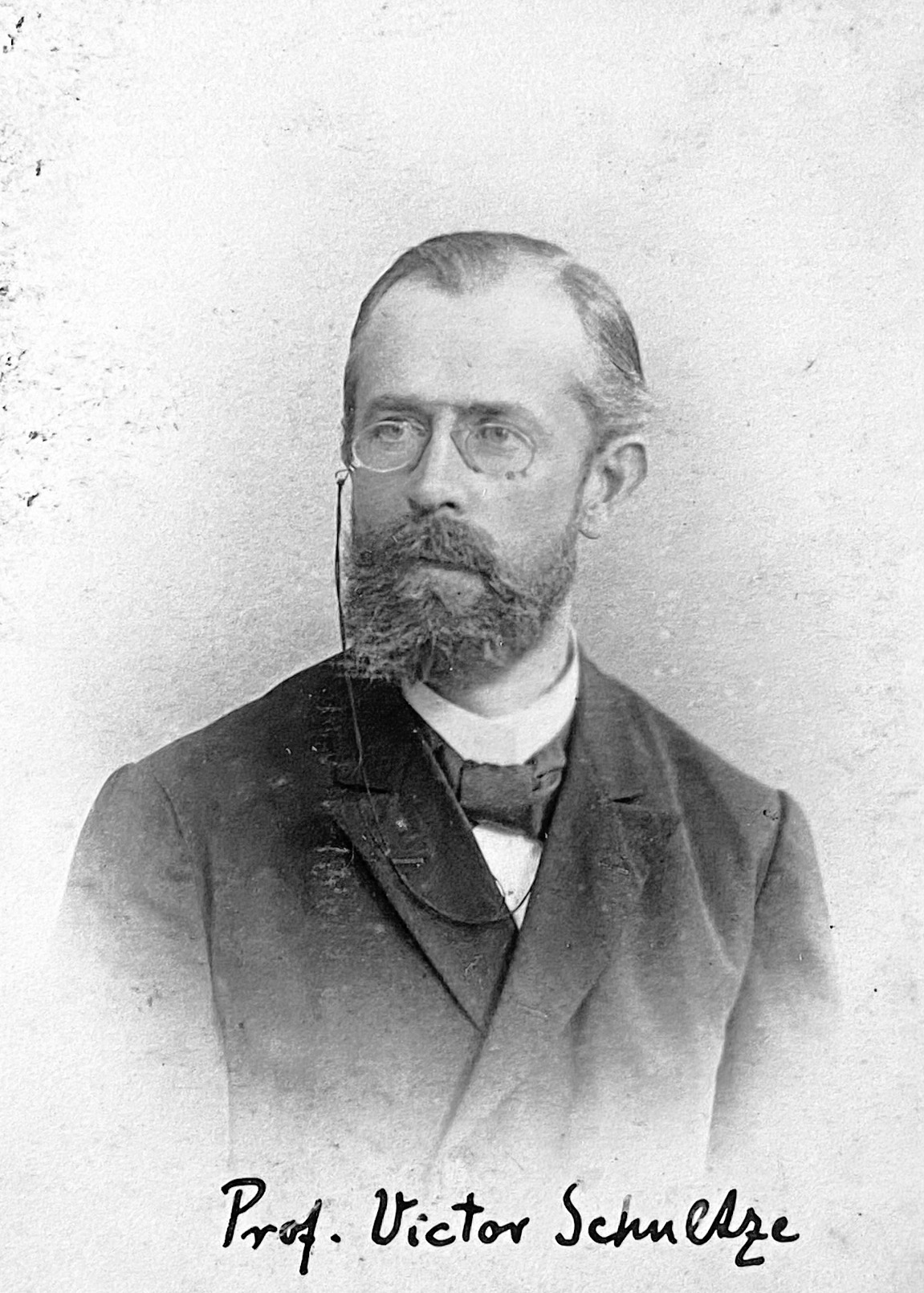
Prof. Victor Schultze um 1896

Victor Schultze (* 13. Dezember 1851 in Fürstenberg, Fürstentum Waldeck; † 6. Januar 1937 in Greifswald) war ein deutscher evangelisch-lutherischer Theologe und  Kirchenhistoriker und Christlicher Archäologe.

## Leben
Victor Schultze war das jüngste von sieben Kindern einer im Fürstentum Waldeck ansässigen Pastorenfamilie. Er begann an der Universität Basel Kunstgeschichte und Evangelische Theologie zu studieren. 1873 wurde er Mitglied des Corps Alamannia Basel. Als Inaktiver wechselte er an die Universität Jena und die Kaiser-Wilhelms-Universität Straßburg. 1877 ging er als Reisestipendiat des Deutschen Archäologischen Instituts für drei Jahre nach Rom. 1879 promovierte er an der Universität Leipzig zum Dr. theol. Er lehrte bis 1883 in Leipzig und folgte 1883 dem Ruf der Universität Greifswald auf den Lehrstuhl für Christliche Archäologie und Kirchengeschichte. 1895 war er Rektor der Universität. Ab 1907 war er Ehrenmitglied des Greifswalder Wingolf. Zudem war Schultze stellvertretender Vorsitzender der Lutherischen Konferenz in Greifswald. Nach 37 Jahren als Lehrstuhlinhaber wurde er 1920 emeritiert. Viele Jahre leitete er den Geschichtsverein für Waldeck und Pyrmont. Er war Schwiegervater des Archäologen und Bauforschers Armin von Gerkan (1884–1969).
Schultze war Begründer und Wegbereiter der Christlichen Archäologie als Wissenschaft und eigenständiges Lehrfach in der evangelischen Theologie. Er sah die Bedeutung dieses Fachs nicht nur in einer kunsthistorischen Interpretation altchristlicher und mittelalterlicher Kunstwerke. Diese müssten vielmehr mit den Methoden der klassischen Archäologie auch als Quellen der Kirchengeschichte erfasst werden. Das war insofern ein neuer Ansatz, als man die Kirchengeschichte bislang weithin nur als Dogmengeschichte betrieb und sich dabei allein auf die dazu verfügbaren literarisch-liturgischen Quellen stützte. Er erschloss durch seine Studien demgegenüber den Bedeutungs- und Sinngehalt, der den frühchristlichen Bildwerken und Monumenten, die jeweils aus ihrer Zeit heraus verstanden werden müssten, für die christliche Geistesgeschichte zukam. In besonderen Maße hatten seine Forschungen die christlichen Katakomben und den darin vorgefundenen Bilderschmuck zum Gegenstand. Neben seinen auf die antike christliche Kunst bezogenen Arbeiten hat sich „Katakomben-Schultze“ ausgiebig mit der Reformation befasst.
1946 wurde das sogenannte Traditionsinstitut „Victor-Schultze-Institut“ gegründet. Es ist laut Michael Altripp kein Institut im Sinne des Landeshochschulgesetz und beherbergt die oben erwähnten Sammlungen (Werke mittelalterlicher und kirchlicher Kunst, in etwa 6000 Diapositive, sowie mehrere Gipsabgüsse spätantiker und mittelalterlicher Kunstwerke). Die Victor-Schultze-Sammlung für christliche Archäologie und kirchliche Kunst gehört, gemeinsam mit einem weiteren Traditionsinstitut, dem Gustav-Dalman-Institut zu der Theologischen Fakultät der Universität Greifswald.
Aus der Victor-Schultze-Sammlung befinden sich auch Leihgaben in der Dauerausstellung zur Landesgeschichte des Pommerschen Landesmuseums. Darunter ein noch recht unerforschtes Andachtsbild („Maria an der Fensterbank“).

Künstler vermutl. aus dem Umfeld des Quentin Massys: „Maria an der Fensterbank“, Öl auf Holz, 38x27 cm, ca. 1500/1520, Pommersches Landesmuseum, Greifswald

## Ehrungen
- D. theol. h. c. der Universität Dorpat
- Dr. phil. h. c. der Universität Athen
- Dr. phil. h. c. der Universität Greifswald
- Ehrenmitglied der Lausitzer Predigergesellschaft zu Leipzig (1884)

## Veröffentlichungen
- Archäologische Studien über altchristliche Monumente. Braumüller, Wien 1880. (Digitalisat im Internet Archive)
- Die Katakomben. Die altchristlichen Grabstätten, ihre Geschichte und ihre Monumente. Veit, Leipzig 1882. (Digitalisat im Internet Archive)
- als Herausgeber mit Oskar Mothes: Das evangelische Kirchengebäude. Ein Ratgeber für Geistliche und Freunde kirchlicher Kunst. Böhme, Leipzig 1886. (Digitalisat im Internet Archive)
- Geschichte des Untergangs des griechisch-römischen Heidentums. Jena 1887.
- Archäologie der altchristlichen Kunst. Beck, München 1895. (Digitalisat im Internet Archive)
- Waldeckische Reformationsgeschichte. Deichert, Leipzig 1903. (Digitalisat im Internet Archive)
- als Herausgeber: Geschichts- und Kunstdenkmäler der Universität Greifswald. Julius Abel, Greifswald 1906, urn:nbn:de:gbv:9-g-5276173.
- Altchristliche Städte und Landschaften. 3 (in 4) Bände (Bd. 1: Konstantinopel (324–450). Bd. 2, 1–2: Kleinasien. Bd. 3: Antiocheia.). Deichert u. a., Leipzig u. a. 1913–1930.
- Grundriss der christlichen Archäologie Beck, München 1919, (2., neubearbeitete Auflage. Bertelsmann, Gütersloh 1934).